# Pietro Ferrari (calciatore 1914)
Pietro Ferrari (Reggio Emilia, 24 agosto 1914 – 1982) è stato un calciatore italiano, di ruolo portiere.

## Carriera
Giocò nel Bologna dal 1936 al 1947 – prima riserva di Carlo Ceresoli, poi da titolare a partire dal 1939. Conta 146 presenze tra i pali della squadra rossoblù, con la quale vinse tre scudetti e il Torneo Internazionale dell'Expo Universale di Parigi 1937.
In Nazionale ha ottenuto una sola presenza nel 1940.

## Statistiche

### Cronologia presenze e reti in Nazionale
| Cronologia completa delle presenze e delle reti in nazionale ― Italia | Cronologia completa delle presenze e delle reti in nazionale ― Italia | Cronologia completa delle presenze e delle reti in nazionale ― Italia | Cronologia completa delle presenze e delle reti in nazionale ― Italia | Cronologia completa delle presenze e delle reti in nazionale ― Italia | Cronologia completa delle presenze e delle reti in nazionale ― Italia | Cronologia completa delle presenze e delle reti in nazionale ― Italia | Cronologia completa delle presenze e delle reti in nazionale ― Italia |
| Data                                                                  | Città                                                                 | In casa                                                               | Risultato                                                             | Ospiti                                                                | Competizione                                                          | Reti                                                                  | Note                                                                  |
| --------------------------------------------------------------------- | --------------------------------------------------------------------- | --------------------------------------------------------------------- | --------------------------------------------------------------------- | --------------------------------------------------------------------- | --------------------------------------------------------------------- | --------------------------------------------------------------------- | --------------------------------------------------------------------- |
| 1-12-1940                                                             | Genova                                                                | Italia                                                                | 1 – 1                                                                 | Ungheria                                                              | Amichevole                                                            | −1                                                                    |                                                                       |
| Totale                                                                |                                                                       | Presenze                                                              | 1                                                                     |                                                                       | Reti                                                                  | −1                                                                    |                                                                       |

## Palmarès

### Club

#### Competizioni nazionali
- Campionato italiano: 3

Bologna: 1936-1937, 1938-1939, 1940-1941
- Coppa Alta Italia: 1

Bologna: 1945-1946

##### Competizioni internazionali
- Torneo Internazionale dell'Expo Universale di Parigi 1937: 1

Bologna: 1937